# دانشگاه سوران
دانشگاه سوران (کردی: زانکۆی سۆران) یک دانشگاه واقع در شهرستان سوران، کردستان عراق است. تأسیس در سال ۲۰۰۹. این دانشگاه دارای پنج دانشکده.